# Fauch
Fauch är en kommun i departementet Tarn i regionen Occitanien i södra Frankrike. Kommunen ligger i kantonen Réalmont som tillhör arrondissementet Albi. År 2022 hade Fauch 604 invånare.

## Befolkningsutveckling
Antalet invånare i kommunen Fauch
| Referens: INSEE |